# 野生駝背脂鯉
野生駝背脂鯉（学名：Cyphocharax notatus），為輻鰭魚綱脂鯉目脂鯉亞目無齒脂鯉科的其中一個種，分布於南美洲亞馬遜河、托坎廷斯河等流域，體長可達12.3公分，棲息在河川底中層水域，生活習性不明。